# گارنیک آساطریان
گارنیک سروبی آساطریان ((ارمنی: Գառնիկ Սերոբի Ասատրյան) متولد ۷ مارس ۱۹۵۳)، پروفسور ارمنی‌تبار اهل ایران در رشته کردشناسی مقیم ارمنستان که در دانشگاه دولتی ایروان تدریس می‌کند.
پروفسور آساطریان، رئیس هیئت علمی ایرانی‌شناس دانشگاه دولتی ایروان است.
او به خاطر تحقیقات فراوانش در زمین مطالعات سنت قبیله‌ای و زبان‌شناختی کردی و تأسیس مرکز مطالعات معاصر کردی، معروف شد. او اکنون رئیس مرکز تازه‌تأسیس ایرانی‌شناسی و ویراستار نشریه «Acta Kurdica» است. 

## زندگی‌نامه
او در ۷ مارس ۱۹۵۳ (۱۳۳۲ خ) در تهران متولد شد و در ۱۹۶۸ به ایروان مهاجرت کرد.
در سال ۱۹۷۶ از «بخش کرُدشناسی دپارتمان ایرانی‌شناسی دانشگاه دولتی ایروان» فارغ‌التحصیل شد. از سال ۱۹۷۷ لغایت ۱۹۸۶ م دانشجو دکتری و سپس کارمند عالی انستیتوی خاورشناسی آکادمی علوم شوروی در لنینگراد در رشتهٔ فرهنگ و زبان‌های باستانی ایران (اوستایی، سغدی، پهلوی، پارتی، کردشناسی و نژادشناسی ایرانی) بود. آساطوریان به اخذ درجه دکتری از دانشگاه لنینگراد در سال ۱۹۸۴ (۱۳۶۳) و اخذ دکترای عالی در سال ۱۹۹۰ از آکادمی علوم شوروی در مسکو نایل شده‌است.
تألیفات ۱۱ کتاب و بیش از ۱۲۵ مقالهٔ علمی منتشر شده به زبان‌های ارمنی، روسی، انگلیسی، آلمانی، فرانسه، تُرکی و کُردی
استاد در دانشگاه کپنهاگ (از سال ۱۹۸۵-۱۹۹۹ (۱۳۶۴-۱۳۷۸)
شرکت در همایش‌های بین‌المللی در برلین، مسکو، کپنهاگ، اسلو، آرهوس، نیویورک، لندن، واشینگتن، تهران و پاریس.
یکی از تألیفات مهم آساطریان «فرهنگ مفصل ریشه‌شناسی زبان فارسی» می‌باشد که به زبان فارسی نوشته شده و دربرگیرندهٔ تمام واژه‌های اصیل ایرانی با آوانگاری است.
او بنیانگذار دو نشریه ژورنال، ایران‌نامه و آکتا کردیکا است.

## حوزه‌های پژوهشی
- فرهنگ ایران باستان
- ادیان قبل از اسلام ایران
- متون سغدی، پهلوی، پارتی، کردشناسی (گویش‌های کرُدی و نژادشناسی قوم کرُد)
- عشایر و قبایل ایرانی (زازها، گوران‌ها، لرها، بختیاری‌ها
- زرتشتیان ایران (گبرها)
- مسائل حاد سیاسی منطقه‌ای و مردم نگاری نژادی
- فرهنگ عامه (فولکور) و مردم‌شناسی

## مسئولیت‌های علمی و اداری
- رئیس شعبه ایران‌شناسی دانشگاه دولتی ایروان
- رئیس مرکز ایران‌شناسی در قفقاز
- سردبیر مجله پژوهش‌های زبانی-ادبی قفقاز و کاسپین[۲]
- سردبیر مجلهٔ بین‌المللی «Iran & The Caucasus» (منتشره در لیدن هلند)
- سردبیر مجله مشرق‌شناسان جمهوری ارمنستان «ایران‌نامه»
- رئیس شورای علمی اعطای درجهٔ دکتری در خاورشناسی در ارمنستان

## آثار
- Prolegomena to the Study of the Kurds, by Garnik Asatrian. This article appeared in the journal Iran and the Caucasus 13(2009), pp. 1–58.
- Die Ethnogenese der Kurden und frühe kurdisch-armenische Kontakte (The Origins of the Kurds and the Early Kurdish-Armenian Contacts), by Garnik Asatrian, from Iran and the Caucasus, Vol. 5 (2001), pp. 41–74, in 35 pdf pages. Download here: Die Ethnogenese der Kurden.
- The Etymological Dictionary of Persian, (2010), Brill
- Этногенез курдов и ранние армяно-курдские контакты [The Origins of the Kurds and Early Armenian-Kurdish Contacts], from Iran and the Caucasus, Vol. 1 (1997), pp. 1–16
- Encyclopaedia Iranica: Dimli (or Zaza)
- Malak-Tāwūs: The Peacock Angel of the Yezidis, by Garnik Asatrian and Victoria Arakelova, in 37 pdf pages. From Iran and the Caucasus, Vol. 7, No. 1/2 (2003), pp. 1–36.
- The Yezidi Pantheon, by Garnik Asatrian and Victoria Arakelova, in 50 pdf pages. From Iran and the Caucasus, Vol. 8, No. 2 (2004), pp. 231–279.
- The Holy Brotherhood: The Yezidi Religious Institution of the 'Brother and the Sister of the Next World', by Garnik Asatrian. From Iran and the Caucasus, Vol. 3/4 (1999/2000), pp. 79–96
- The Foremother of the Yezidis, from Religious Texts in Iranian Languages, Symposium held in Copenhagen May 2002, published 2007, pp. 323–328
- Введение в историю и культуру талышского народа [Introduction to the History and Culture of the Talish People], edited by Garnik Asatrian (Erevan, 2011)
- On the South Caspian Contact Zone: Some Talishi Folk Beliefs, by Garnik Asatrian and Victoria Arakelova, from Iran and the Caucasus 18 (2014) pp. 135–146
- Armenian xoygoghut'iwn (Tracing Back an Old Animal-Breeding Custom in Ancient Armenia), from Iran and the Caucasus, Vol. 2 (1998), pp. 63–65
- "The Mothers of Night": An Armenian - East Iranian Parallel, by Garnik Asatrian and Tork Dalalian, from Iran and the Caucasus, Vol. 3/4 (1999/2000), pp. 171–172
- Iranian Miscellanea, from Iran and the Caucasus, Vol. 3/4 (1999/2000), pp. 203–208
- The Origin of the -ng Suffix in Kurmandji, from Iran and the Caucasus, Vol. 3/4 (1999/2000), pp. 213–214
- A Manual of Iranian Folk Magic in the Archive of the Caucasian Centre for Iranian Studies in Yerevan, by Garnik Asatrian and Victoria Arakelova, from Iran and the Caucasus, Vol. 3/4 (1999/2000), pp. 239–242
- Āl Reconsidered, from Iran and the Caucasus, Vol. 5 (2001), pp. 149–156

Blunt, Bald and Wise: Iranian kund(-), by Garnik Asatrian and Victoria Arakelova, from Iran a*nd the Caucasus, Vol. 5 (2001), pp. 201–206
- The Lord of Cattle in Gilan, from Iran and the Caucasus, Vol. 6, No. 1/2 (2002), pp. 75–85.
- Kurdish Lō-lō, from Iran and the Caucasus 10(2006).
- Iranian Notes III, from Iran and the Caucasus 13 (2009), pp. 319–330
- Nokātī čand darbāre-ye bāft-e nejādī-e Jomhūrī-e Eslāmī-e Irān [Some Notes on the Ethnic Composition of the Islamic Republic of Iran], from Farhang-e mardom (Tehran, 2011), pp. 10–26
- Marginal Remarks on the History of Some Persian Words, from Iran and the Caucasus 16 (2012), pp. 105–116, in 12 pdf pages. Twenty Persian words are examined, for: mandrake; excrement; types of prostitutes; lord; spear; thigh; crippled; slack; fenugreek; a kind of stew; types of baldness; frog; head; a water plant; first-born child; a medical herb.
- The Festival of Throwing Stones, from Iran and the Caucasus 16 (2012) pp. 201–203.

Этническая Композиция Ирана: Oт “Арийского простора” до Азербайджанского мифа [The Ethnic Compo*sition of Iran: From the "Expanse of the Aryans" to the Myth of Azerbaijan], Yerevan Series for Oriental Studies, vol. 2, edited by Garnik S. Asatrian (Erevan, 2012)
- Парфянское gōsān [Parthian gōsān], from Commentationes Iranicae, Сборник статей к ۹۰-летию В. А. Лившица (St. Petersburg, 2013), pp. 102–105. Russian with English summary.
- Armenian Demonology: A Critical Overview, from Iran and the Caucasus 17 (2013) pp. 9–25
- 'Nose' in Armenian, from Iran and the Caucasus 18 (2014), pp. 147–152
- Origine du système consonantique de la langue kurde, by Garnik Asatrian and Vladimir Livshits, from Acta Kurdica 1(1994), pp. 81–108
- A Comparative Vocabulary of Central Iranian Dialects, with notes on dialectology and local toponymy, and a grammatical essay by Garnik S. Asatrian (Teheran, 2011).
- F. Vahman and G. Asatrian, Poetry of the Baxtiārīs: Love Poems, Wedding Songs, Lullabies, Laments, Copenhagen, 1995.